# Little Leigh
Little Leigh est une paroisse civile et un village du Cheshire, en Angleterre.